# Błękitni Wronki
MKS Błękitni Wronki – klub piłkarski z siedzibą we Wronkach, założony w 1921 r. (jako Wrona Wronki), reaktywowany w 2007 r.. Łącznie w klubie działa 10 grup treningowych, w których są szkolone wszystkie roczniki, od przedszkolaków do juniorów starszych.
Wszystkie mecze domowe drużyny rozgrywają się na terenie kompleksu treningowego w Popowie.

## Historia
Klub utworzono w 1921 r. pod nazwą Wrona Wronki. W 1992 r. połączył się on z Wrometem Wróblewo, tworząc Amicę Wronki. Nieoficjalnie Amica Wronki jest uznawana jako część historii Błękitnych (grali na tym samym stadionie, Amica zaczęła historię bazując na zawodnikach z Błękitnych, we Wronkach nigdy nie było kilku klubów).
3 sierpnia 2007 - z inicjatywy Artura Hibnera i Grzegorza Sobkowskiego - reaktywowano klub, który miał wypełnić lukę po likwidacji Amiki. Aktualnie drużyna seniorska gra w V lidze. W sezonach 2017/18 i 2018/19 drużyna juniorska grała w CLJ U-17.

## Historia nazw[7]
- (1921) Wrona Wronki
- (1924) Kresowianka Wronki
- (1936) Polonia Wronki
- (1938, czerwiec) Strzelec Wronki
- (1938, wrzesień) Harcerski Klub Sportowy Wronki
- (1945) Kolejarz Wronki
- (1950) Stal Wronki
- (1953) Spójnia Wronki
- (1956) Sparta Wronki
- (1959) Błękitni Wronki
- (1992) Amica Wronki (połączenie z Wrometem Wróblewo)
- (2007) MKS Wronki (reaktywacja)